# اعتلال الهيموغلوبين
اعتلال الهيموغلوبين (بالإنجليزية: Hemoglobinopathy)‏ هو نوع من أنواع الخلل الجيني وهو ناتج عن شذوذ في واحدة من سلاسل الغلوبين في جزيئة الهيموغلوبين.
إن اعتلالات الهيموغلوبين عبارة عن اضطرابات موروثة في جين مفرد، وتورث في أغلب الحالات على شكل سيادة مشتركة. ومن أبرز اعتلالات الهيموغلوبين فقر الدم المنجلي.

## الانتشار
يعد 7٪ من الناس (بحدود 420 مليون إنسان) حاملين لاعتلال هيموغلوبين، يمثل الأفريقيون حوالي 60٪ من المجموع الكلي وحوالي 70٪ من الذين يظهر لهم اعتلال مرضي. وتنتشر أغلب حالات اعتلالات الهيموغلوبين في أفريقيا وحوض المتوسط وجنوب شرق أسيا.

## العلاقة بالثلاسيميا
يفترض مصطلح اعتلال الهيموغلوبين وجود خلل في تركيب البروتين نفسه. أما في حالة الثلاسيميا، فهو نتيجة لقص في إنتاج بروتينات الغلوبين الطبيعية، والذي يحدث عادة نتيجة طفرة في المورثة المسؤولة عنه. لذلك تتداخل الحالات أحيانا لكون بعض الحالات تتسبب بحدود خلل في البروتينات (اعتلال هيموغلوبين) وفي الوقت ذاته تؤثر على الإنتاج (ثلاسيميا). لذلك، بعض اعتلالات الهيموغلوبين هي حالات ثلاسيميا في الوقت نفسه لكن العكس ليس صحيحا.

## مغايرات الهيموغلوبين
قد تتسبب اعتلالات الهيموغلوبين أو الثلاسيميا أو كليهما بحدوث فقر دم. ويعد الهيموغلوبين الذي يظهر في حالات فقر الدم المنجلي وفقر الدم بخلل تكون الكريات الحمر الخلقي من أنواع الهيموغلوبين المغايرة المعروفة، وهي مسؤولة عن هذه الأمراض. وهنالك الكثير من مغايرات الهيموغلوبين المعروفة لكنها لا تتسبب بحدود فقر دم أو آثار مرضية، لذلك لا تعد من اعتلالات الهيموغلوبين. وتعد مغابرات الهيموغلوبين جزءا من مراحل تطور الجنين البشري. لكن في بعض الحالات، فقد تظهر أشكال من الطفرات المرضية في الهيموغلوبين في بعض الناس، والتي قد تحدث بسبب التنوع الوراثي.

### أنواع مغايرات الهيموغلوبين
- هيموغلوبين س
- هيموغلوبين c
- هيموغلوبين E
- هيموغلوبين بارتس
- هيموغلوبين د (البنجابي)
- هيموغلوبين أو (العربي)
- هيموغلوبين G (فيلاديلفيا)
- هيموغلوبين H
  - هيموفلوبين كونستات سبرينغ
- هيموغلوبين هاشارون
- هيموغلوبين كورل-بو
- هيموغلوبين ليبور
- هيموغلوبين م
- هيموغلوبين كنساس[6][7]
- هيموغلوبين هوب
- هيموغلوبين بيزا
- هيموغلوبين F